# Нариманівка
Нарима́нівка —  село в Україні, в Устинівській селищній громаді Кропивницького району Кіровоградської області. Населення становить 16 осіб.

## Населення
Згідно з переписом УРСР 1989 року чисельність наявного населення села становила 37 осіб, з яких 15 чоловіків та 22 жінки.
За переписом населення України 2001 року в селі мешкало 16 осіб. 100 % населення вказало своєю рідною мовою українську мову.